# لیشتنفلز، بایرن
شهر لیشتنفلز، بایرن (به آلمانی: Lichtenfels, Bavaria) در ایالت بایرن در کشور آلمان واقع شده‌است.

## نگارخانه

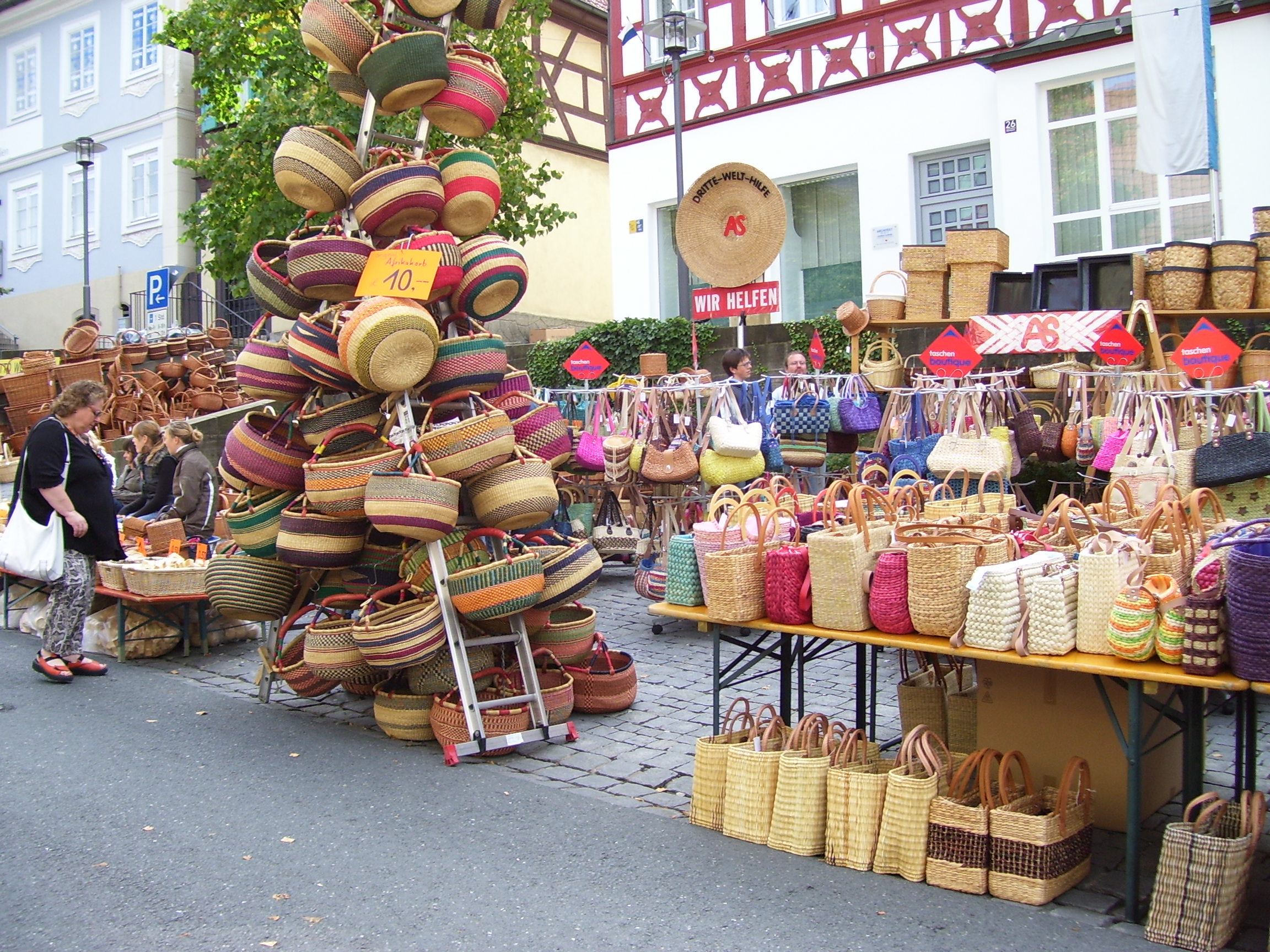
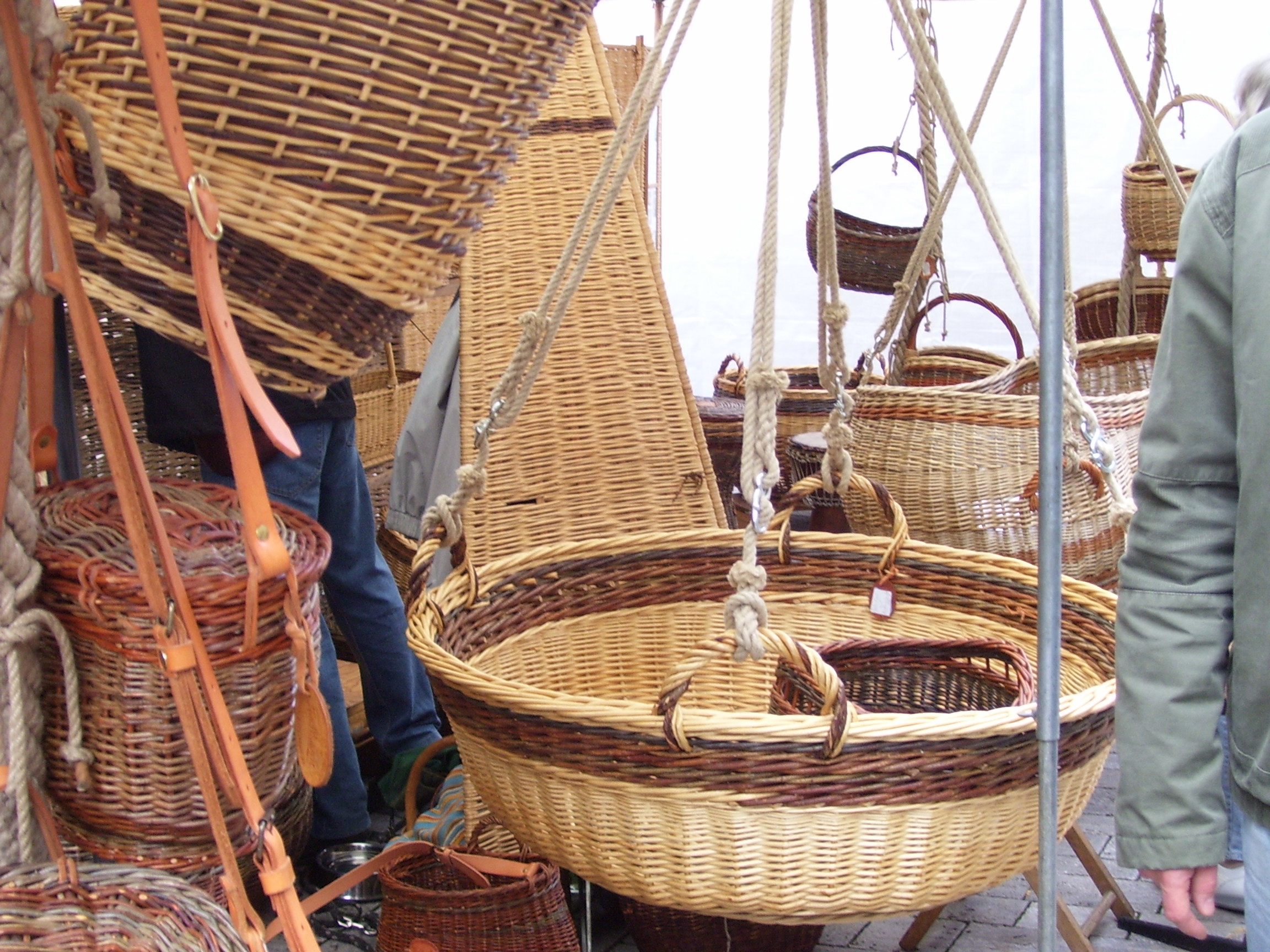